# 那覇市立那覇中学校
那覇市立那覇中学校（なはしりつ なはちゅうがっこう）は、沖縄県那覇市松山二丁目にある市立中学校。
生徒の割合は那覇市立泊小学校、那覇市立若狭小学校、那覇市立那覇小学校出身が多い。

## 沿革
- 1948年（昭和23年）4月8日 壷屋初等学校から分離し那覇中学校を開校（生徒数743名）
  - 5月1日 校章制定
  - 5月18日 旧上山国民学校跡（現・上山中学校）へ移転
- 1951年（昭和26年）10月17日 2024年現在の敷地に移転（旧制那覇市立商業学校跡）
- 1956年（昭和31年）3月27日 校旗樹立・校歌制定
- 1959年（昭和34年）3月8日 創立10周年記念式並びに図書館落成祝賀会を挙行
- 1967年（昭和42年）9月9日 創立20周年記念式並びに体育館落成祝賀会を挙行
- 昭和40年代から平成にかけて公立中学校で「県下NO.1」と称され、復帰前にはコザ市（沖縄市）からの通学者もいた
- 1972年（昭和47年）5月15日 沖縄県の日本復帰に伴い、「那覇教育区立那覇中学校」から「那覇市立那覇中学校」へ名称変更
- 1976年（昭和51年）7月19日 男子制服を沖縄県公立学校初となる、2024年現在の男子ブレザーに変更となる。
- 1978年（昭和53年）3月11日 創立30周年記念式典を挙行
- 1979年（昭和54年）11月 第27回全日本吹奏楽コンクールにて金賞受賞
- 1983年（昭和58年）11月5日 2024年現在の校舎落成（創立35周年記念式典・新校舎落成式を挙行）
- 1988年（昭和63年）3月12日 創立40周年記念式典・祝賀会を挙行
- 1998年（平成10年）3月6日 創立50周年記念式典を挙行
- 2008年（平成20年）2月16日 創立60周年記念式典・祝賀会を挙行
- 2018年（平成30年）
  - 2月3日 第43回沖縄県吹奏楽ソロコンテストにて、2年生の生徒がグランプリを受賞
  - 2月22日 創立70周年記念式典を挙行

## 通学区域
字安里147番地〜154番地、162番地、字上之屋(全域)、上之屋一丁目（全域）、久茂地二丁目〜三丁目（全域）、泊（全域）、前島（全域）、牧志一丁目〜二丁目（全域）、松尾二丁目1番〜2番、5番〜11番、松山（全域）、若狭二丁目〜三丁目（全域）、おもろまち二丁目（全域）

## 著名な出身者
- 田畑鉄郎（那覇中学校 元校長）
- Cocco
- 安座間美優
- J-ReZARD（ラッパー）

## アクセス
- 那覇バス3系統・松川新都心線「若狭」バス停下車後、徒歩約220ｍ・約4分。
- 沖縄都市モノレール美栄橋駅から、徒歩約690ｍ・約11分。

## 周辺
- 潮渡川
- 国道58号
- 沖縄都市モノレール美栄橋駅
- 沖縄県道43号線
- 沖縄電力西那覇変電所
- 那覇市津波避難ビル
- 若松公園
- 沖縄銀行若松支店
- 那覇港若狭ふ頭（国際クルーズ船停泊地）